# Louis Blacher
Louis Placide Blacher, né le 5 octobre 1883 à Saint-Pierre, en Martinique, et mort le 26 octobre 1960 à Paris, est un administrateur colonial français qui fut gouverneur du Niger, du Dahomey, de la côte française des Somalis et de Guinée.

## Biographie
Louis Blacher est martiniquais avec des origines africaines. Il commence sa carrière coloniale en 1905 à Madagascar, puis il est transféré en Afrique occidentale française. Ensuite, il combat dans la Première Guerre mondiale et est chargé du recrutement de soldats africains. Les autorités françaises, comme elles le font avec Félix Éboué qui est également noir, profitent du fait de sa couleur de peau pour le mettre en avant comme intermédiaire entre les populations africaines et les blancs. Blacher succède à Alphonse Choteau en 1930 comme gouverneur du Niger qui appartient à l'Afrique occidentale française. En 1932, il est nommé gouverneur des Somalis et de 1936 à 1940 gouverneur de Guinée. En octobre 1938, il épouse à  Conakry la peintresse Béatrice Appia, fille du pasteur protestant Henry Appia et veuve de l'écrivain et peintre Eugène Dabit. Ils ont un fils en 1939.
Blacher est limogé en 1940 et la famille s'installe à Dakar, puis en octobre 1940 à Pau en zone libre et en janvier 1941 à Paris.

## Distinctions
- Chevalier (1919) et officier (1933) de la Légion d'honneur